# Chris Cross (Padre de familia)
Chris Cross (titulado Chantajeado en Hispanoamérica y  Chris cabreado en España) es el decimotercer episodio de la undécima temporada y 201 en general de la serie de televisión animada de comedia Padre de familia. Se estrenó originalmente en FOX el 17 de febrero de 2013 y está escrito por Anthony Blasucci y Mike Desilets y dirigido por Jerry Langford. La cantante canadiense Anne Murray fue estrella invitada en el episodio como ella misma.

## Argumento
Cuando Chris es molestado en la escuela por sus zapatillas de deporte sin marca de Letonia, pide dinero a sus padres, pero es rechazado por Lois, quien dice que no pueden permitírselo. Entonces le roba dinero del monedero de Lois mientras ella está fuera, pero Meg lo ve. Ella lo confronta y le exige que haga lo que le pide o ella le dirá a sus padres. Chris avanza al principio, pero cuando se entera de que Meg no tiene la intención de dejar a las demandas, se escapa a la casa de Herbert. Meg se ve obligada a tratar de ocultar que Chris se escapó mientras Herbert considera que la vida de Chris no es todo lo que él fantaseaba. Meg visita Carl para ver si había visto a un Chris fugitivo en el Quahog Mini-Mart como dice Carl que él no lo ha visto. Son interrumpidos por alcalde Adam West que hace su fuga en un coche de la partida ya que luego se marcha con Seamus. Cuando Chris finalmente lleva las cosas demasiado lejos al hacer un desastre y se niega a estar listo para salir de noche, Herbert finalmente lo echa. Chris sale y encuentra Meg buscándolo. Ella se disculpa y admite que lo echaba de menos y Chris admite que se necesitan mutuamente para hacer frente a la familia.
Mientras tanto, en el camino a casa de una fiesta de cumpleaños mal para "un amigo" Lois se reunió con Stewie, ella pone música para calmar su mal humor. Él se da cuenta de que es cautivado por el sonido de Anne Murray. Brian primero insulta música, pero Stewie le gana a cantando "You Needed Me", en la que Brian retrocede a sus recuerdos de jugar cuando era un cachorro con su madre. Entonces empieza a llorar. Mientras escucha "Snowbird", no están de acuerdo sobre el significado de las letras y deciden que necesita para explicar el verdadero significado de la canción. Viajan a Canadá para verla, ella les da tanto crédito junto con su propia explicación. Pero cuando Brian se dirige a usar el baño, Anne dice a Stewie que el difunto Gene MacLellan habría sabido más acerca de la canción, ya que él lo escribió. Esto hace que Stewie até Anne y tenerla a punta de pistola mientras pronuncia su un fraude por no escribir su propia música. Brian vuelve Stewie y asegura que esto es estándar en la industria de la música.A pesar de esto, Stewie forza a Anne para cantar "Snowbird", mientras está amordazada y atada un alce escucha la canción.
Se escucha "Snowbird" en los créditos finales